# USS Kula Gulf (CVE-108)
Le USS Vermillion Bay (CVE-108) était un porte-avions d'escorte de classe Commencement Bay de la marine américaine. Il a été rebaptisé Kula Gulf le 6 novembre 1943, prenant le nom de la bataille du golfe de Kula et lancé le 15 août 1944 par le chantier naval Todd-Pacific à Tacoma dans l'État de Washington ; parrainé par Mlle Dorothy Mott ; et commandé le 12 mai 1945 par le Capitaine J. W. King.

## Historique
Après un shakedown et un entraînement de nuit au large de la côte ouest, le Kula Gulf a quitté San Diego le 5 août 1945 pour des opérations avec la 7ème flotte dans le Pacifique occidental pour arriver dans le golfe de Leyte, aux Philippines, le 14 septembre. Après des patrouilles en mer de Chine orientale à partir d'Okinawa, le navire est affecté à l'Opération Magic Carpet. En 1946, le navire revient aux USA pour être désarmé à Boston le 3 juillet et affecté dans la flotte de réserve de l'Atlantique.
Remis en service pendant la guerre de Corée, il servit de porte-avions et de navire-école. Dans les années 1953-1955, il participe à l'amélioration des techniques de lutte anti-sous-marine. Il est reclassé le 7 mai 1959 en AKV-8.
Pendant la guerre du Vietnam, il est affecté au Military Sealift Command pour le transport des avions et d'hélicoptères pour la 1st Cavalry Division de 1965 à 1969
Il a été mis hors service pour la dernière fois le 6 octobre 1969. Supprimé du Naval Vessel Register le 15 septembre 1970 il est vendu à la ferraille en 1971.